# Catharina Geertruida Schrader
Catharina Geertruida Schrader (Bentheim, 1656 - Dokkum, 30 oktober 1746) was een vroedvrouw. Zij schreef een verloskundig dagboek. 
Schrader was de dochter van Friedrich Schrader, hofkleermaker, en Gertrud Nibberich. Ze trouwde op 7 januari 1683 in Bentheim met meesterchirurgijn Ernst Wilhelm Cramer (overleden 1692) en hertrouwde op 22 februari 1713 in Dokkum met Thomas Higt (overleden 1721), burgemeester van Dokkum. Uit het eerste huwelijk werden vier dochters en twee zoons geboren.
In een praktijkjournaal van ruim vijfhonderd folio's deed Catharina Schrader van 9 januari 1693 tot 7 februari 1745 in telegramstijl verslag van duizenden verlossingen, eventuele complicaties en de afloop voor moeder en kind. Haar aantekeningen vormen een uniek document dat van groot belang is voor de kennis van het vroedvrouwschap in vroeger tijden. In 1981 werd een stichting naar haar vernoemd: de Catharina Schrader Stichting, die zich ten doel stelt de kennis van de verloskunde te bevorderen.

## Werk
- C.G. Schrader, Memorijboeck van de vrouwens. Dagboek van verlossingen te Dokkum 1693-1745, Chr. van Kammen ed. (Dokkum 1958) [stenciluitgave].
- C.G. Schrader, Memoryboeck van de vrouwens, G.J. Kloosterman en M.J. van Lieburg ed. (Amsterdam 1984) [Engelse vertaling: Mother and child were saved. The memoirs (1693-1740) of the Frisian midwife Catharina Schrader, vert. Hilary Marland (Amsterdam 1987)].

## Roman over Schrader
- Tineke de Jager-van der Zee: Catharina Schrader. Vroedvrouw tegen wil en dank. [Vertaald uit het Fries]. Dokkum, Dokkumerdiep, 2010. ISBN 978-90-75412-13-0